# Myrsine parvicarpa
Myrsine parvicarpa är en viveväxtart. Myrsine parvicarpa ingår i släktet Myrsine och familjen viveväxter.

## Underarter
Arten delas in i följande underarter:
- M. p. amossensis
- M. p. pachyphylla
- M. p. parvicarpa